# 野球朝鮮民主主義人民共和国代表
野球朝鮮民主主義人民共和国代表（やきゅうちょうせんみんしゅしゅぎじんみんきょうわこくだいひょう）は、朝鮮民主主義人民共和国における野球のナショナルチームである。

## 概説・歴史
1974年7月に、キューバ代表を招いて7試合（平壌市、沙里院市、新義州市の各都市で2試合、南浦市で1試合）を戦った。この時点では、全国に15チームが存在し、その中からナショナルチームが組織されていた。南浦には、北朝鮮初の野球場が建設されていた。このキューバ代表との対戦で、北朝鮮代表はホームラン2本（二塁手のキム・ウォンシク、投手のユン・チャラン）を含む37本のヒットを放った。また、キューバ代表を1安打に抑えた試合が2試合あったものの、どちらの試合も1安打がホームランであり、北朝鮮代表は7戦全敗であった。
初めて国際大会に参加したのは、1991年新潟で開催された第1回環日本海国際親善野球大会で、1勝3敗の成績を残した。学生や社会人中心のソ連代表を22-1のコールド勝ちで下して国際大会初勝利を収めたものの、野球での初の南北対決となった韓国代表の漢陽大学校に対しては1-16の7回コールド負けを喫した。当時の北朝鮮チームは「適応力が良くて、力が強い」という評価を受けた。
1993年にはオーストラリアで開かれたアジア野球選手権大会に出場。韓国代表と対戦したが、0-11の7回コールドで敗退している。
それ以降は、現在まで主要な国際大会への参加が見られていない。

## 北朝鮮の野球
北朝鮮では野球の試合を見ることは困難である。サッカーやバスケットボール、ボクシングなどの競技に比べると人気は高くない。野球は共和国選手権大会など多くの大会で正式種目として採用されているが、参加チームはそれほど多くないとされる。1990年代に全国規模の野球大会が実施されたが、現在まで実施されているかは不明である。
平壌や南浦には野球場が存在する。平壌野球場は1990年代に建設され、座席数はおよそ3500席とされる。南浦野球場は1970年代に建設された、南浦体育村に存在する。
朝鮮中央放送では、2004年アテネオリンピックの決勝戦、オーストラリア対キューバの試合を放送した。北朝鮮で野球中継が行われることは異例である。放送内でストライクを「正確な球」、ボールを「不正確な球」、アウトを「失格」、一塁を「一陣」、出塁を「進撃」など北朝鮮式のスポーツ用語で解説した。

## 国際大会

### ワールド・ベースボール・クラシック
| 回 | 年   | 開催地                                                                       | 順位   |
| -- | ---- | ---------------------------------------------------------------------------- | ------ |
| 1  | 2006 | アメリカ合衆国の旗 · 日本の旗 · プエルトリコの旗                             | 不参加 |
| 2  | 2009 | アメリカ合衆国の旗 · 日本の旗 · プエルトリコの旗 · メキシコの旗 · カナダの旗 | 不参加 |
| 3  | 2013 | アメリカ合衆国の旗 · 日本の旗 · プエルトリコの旗 · 中華民国の旗              | 不参加 |
| 4  | 2017 | アメリカ合衆国の旗 · 日本の旗 · 大韓民国の旗 · メキシコの旗                  | 不参加 |
| 5  | 2023 | アメリカ合衆国の旗 · 日本の旗 · 中華民国の旗                                 | 不参加 |
| 6  | 2026 |                                                                              |        |

### オリンピック
| 回 | 年   | 開催地       | 順位   |
| -- | ---- | ------------ | ------ |
| 26 | 1992 | バルセロナ   | 不参加 |
| 27 | 1996 | アトランタ   | 不参加 |
| 28 | 2000 | シドニー     | 不参加 |
| 29 | 2004 | アテネ       | 不参加 |
| 30 | 2008 | 北京         | 不参加 |
| 33 | 2021 | 東京         | 不参加 |
| 35 | 2028 | ロサンゼルス |        |

### WBSCプレミア12
| 回 | 年   | 開催地                                                | 順位         |
| -- | ---- | ----------------------------------------------------- | ------------ |
| 1  | 2015 | 日本の旗 · 中華民国の旗                               | 参加資格無し |
| 2  | 2019 | 日本の旗 · 中華民国の旗 · 大韓民国の旗 · メキシコの旗 | 参加資格無し |
| 3  | 2024 | 日本の旗 · 中華民国の旗 · メキシコの旗                | 参加資格無し |